# Denkendorf (Beieren)
Denkendorf is een gemeente in de Duitse deelstaat Beieren, en maakt deel uit van het Landkreis Eichstätt.
Denkendorf telt 4.862 inwoners.

## Plaatsen in de gemeente Denkendorf
- Altenberg
- Bitz
- Dörndorf
- Gelbelsee
- Schönbrunn
- Zandt

## Infrastructuur
Denkendorf ligt 2 km ten oosten van afrit 59 van de, noord-zuid lopende, Autobahn A9.

## Bezienswaardigheden
- Ten noorden van Denkendorf bestaat sedert 2016 een Dinosaurier-Museum, gewijd aan dinosauriërs. In een tentoonstellingshal staan o.a. skeletten opgesteld  van een jonge tyrannosaurus rex en een archaeopteryx. Langs een 1,5 km lange wandelroute staan talrijke replica's van dinosauriërs opgesteld.
- De gemeente ligt aan de limes; hiermee zijn enkele langs Denkendorf lopende fiets- en wandelroutes verbonden.

## Stedenpartnerschap
Sedert 1980 bestaat een jumelage met Krasnaja Presnja, een stadsdeel van Moskou. In verband hiermede bracht op 26 juli 1993 de Russische staatsman Michael Gorbatsjov met zijn vrouw Raïsa een kort bezoek aan Denkendorf.